# Slotje Beveren

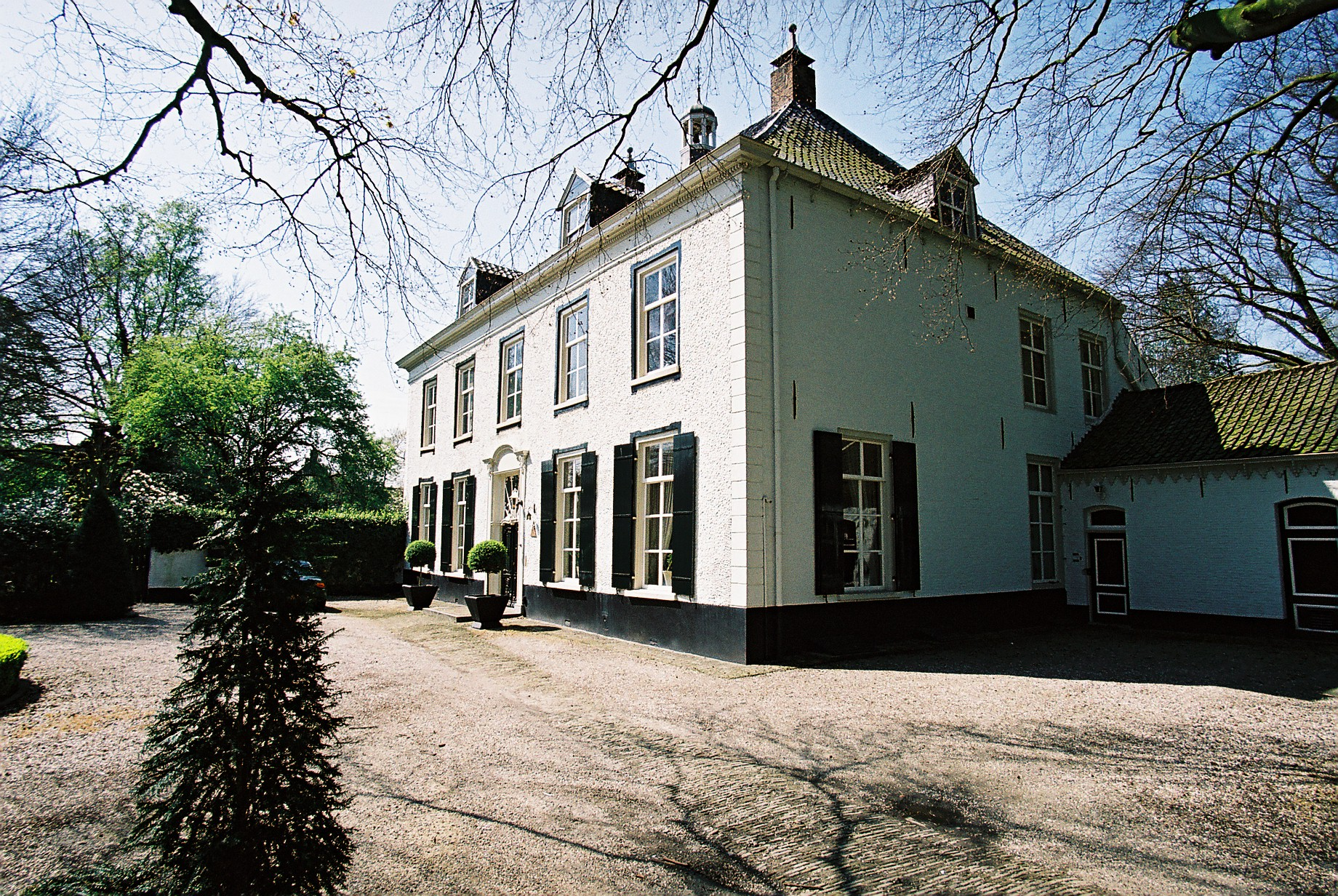
Slotje Beveren

Het Slotje Beveren is een slotje aan de Ridderstraat te Oosterhout in de Nederlandse provincie Noord-Brabant. Het kasteel is een van de zeven slotjes van Oosterhout, waarvan er nog vijf resteren. Tegenover het kasteel staat aan de oostkant Slotje Limburg en ten noorden van het kasteel ligt het Slotpark.
Het slotje stamt uit ongeveer 1450 en ontleent zijn naam aan het adellijke geslacht Van Beveren. Het slotje is ontstaan vanuit een hoeve en was oorspronkelijk een langgerekt gebouw. Omstreeks 1740 werd het verhoogd en breder gemaakt. Tegenwoordig oogt het slotje als een herenhuis.
Slotje Beveren was van 1740-1859 pastorie van de Sint-Jansparochie te Oosterhout. Daarna woonden er nog brouwers en vervolgens een notaris. Ook tegenwoordig is het slotje als woonhuis in gebruik.